# ХТ-26
ХТ-26/БХМ-3 — радянський легкий хімічний (вогнеметний) танк, створений на базі легкого танка Т-26. Випускався кількома серіями в період з 1932 по 1936 роки. Достатньо успішно застосовувався в поході до Західної України, Зимовій війні і на початковому етапі Німецько-радянської війни.

## Історія створення
11 березня 1932 року Реввійськрада СРСР прийняла постанову «Про надання мехбригаді хімічних та інших засобів для боротьби піхотою противника, що закріпилась». Відповідно до цієї постанови Військово-хімічним управлінню (ВОХІМ) РСЧА наказувалося «розробити дослідний зразок хімічного танка Т-28, обладнавши його приладом димопуска, вогнеметом та пристосувавши для зараження місцевості отруйними сполуками», в свою чергу ВОХІМ, довірив цю роботу КБ-2 заводу № 174 в Ленінграді (основні танкові агрегати) і КБ заводу «Компресор» (хімічне обладнання). БХМ-3 крім вогнемета оснащувалася приладами димового пуску та розпилювачами отруйних сполук, тому такі танки іменувати не вогнеметними, а «хімічними».
Влітку 1932 року перший зразок хімічного танка на базі Т-26, обладнаний вогнеметом пневматичної дії, поступив на випробування.
Приблизно в цей же час для установки на лінійні танки був створений танковий хімічний прилад ТХП-3. Він міг бути змонтований на будь-якій машині без переробок, був прийнятий на озброєння РСЧА і випускався на заводі «Компресор», Правда, з літа 1934 р. ТХП-3 призначався вже лише для «постановки димових та вогненних завіс» та отримав індекс ТДП-3 (танковий димовий прилад). До кінця 1936 року завод «Компресор» виготовив 1503 таких приладів.
Що стосується функції випуску отруйних сполук, то виявилося найбільш доцільним надати її танку, обладнаному вогнеметом. 1933 року бойова хімічна машина БХМ-3 (ХТ-26) була прийнята на озброєння. За період з 1933 по 1936 рік було виготовлено 615 хімічних танків ХТ-26.

## Особливості конструкції
Хімічний танк ХТ-26 був створений на базі двобаштового Т-26 зр. 1931
Ліва башта була вилучена, а на її місці розташовувався великий люк з відкидною кришкою для доступу до вогнеметної апаратури. Апаратура складалася з резервуара для вогнесуміші, отруйної сполуки або димоутворювальної суміші ємністю 360 л, трьох 13,5-літрових балонів зі стисненим до 150 атм повітрям, бензинового бачка ємністю 0,7 л, системи шлангів та вентилів.

## Озброєння
У башті танка встановлювалися вогнемет і кулемет ДТ (боєкомплект 1512 куль). Дальність вогнеподачі суміші мазуту і гасу — 35 м. Кількість односекундних пострілів — 70. За один постріл під тиском стисненого повітря в 12 кг/см² викидалося 5 л вогнесуміші. Підпалювалася суміш від факела палаючого бензину, а бензин — від електричної запальної свічки.
Залежно від бойового завдання бак ХТ-26, крім вогнесуміші, міг заповнюватися димоутворювальною сумішшю типу S-III або S-IV, отруйними сполуками стійкого або нестійкого типу, а також водою або мильною рідиною для дегазації місцевості. Для розпилення отруйної сполуки та димопуска використовувався розпилювач, що розташовувався в кормовій частині машини.

## Бойове застосування
Вперше вогнеметні танки були застосовані в серпні 1939 року під час боїв на річці Халхін-Гол з ліквідації 6-й японської армії. У ході цих боїв четверо танкістів-вогнеметників 6-ї танкової бригади: помічник командира роти бойового забезпечення ст. лейтенант Ф. Я. Спєхов, командир взводу вогнеметних танків мл. лейтенант Д. Ф. Козлов, механіки-водії вогнеметних танків молодший командир І. І. Бранець та рядовий С. Т. Поднавозний, що проявили героїзм у боях з японськими самураями, удостоєні звання Героя Радянського Союзу.
У період збройного конфлікту з Фінляндією в 1939–1940 рр.. в боях брало участь вже кілька батальйонів та окремих рот вогнеметних танків.
За мужність та героїзм, проявлені при прориві «лінії Маннергейма», командиру взводу вогнеметних танків 37-ї окремої роти бойового забезпечення 35-ї танкової бригади мл. лейтенанту А. Я. Тараканову, командиру вогнеметного танка тієї ж роти Ф. П. Павлову та старшому механіку-водію вогнеметного танка Ф. Ф. Кротову також присвоєно звання Героя Радянського Союзу.
Досвід застосування вогнеметних танків на Халхін-Голі і в Фінляндії підтвердив високу ефективність цього виду озброєння, а й поставив перед конструкторами проблему збільшення дальності стрільби, посилення броньового захисту та вказав на необхідність збереження в танку гарматного озброєння.
Ці проблеми вирішувалися вже шляхом створення вогнеметних танків на базі нових танків КВ і Т-34.
Так само танк застосовувався протягом першої половини Німецько-радянської війни. Докладні дані відсутні.
Відзначити можна трагічний бій під селом Карпове, поблизу міста Острів. На початку липня 1941 року бої за місто Острів вела 3-тя танкова дивізія РСЧА. Протягом одного з боїв, за попередніми даними, з німецької 88-мм гармати, були підбиті 9 радянських танків, у тому числі 2 КВ-1, 5 Т-26 і 2 ХТ-26.

## Сімейство вогнеметних (хімічних) танків на базіТ-26
- OT-26 (ХТ-26) — хімічний (вогнеметний) танк (1933–1934 рр..). Озброєння: вогнеметна установка та кулемет ДТ. Випущено 552 штуки.
- TT-26 — легкий хімічний (вогнеметний) танк придушення (телетанк). Озброєння: кулемет ДТ і вогнеметна установка.
- OT-130 — хімічний (вогнеметний) танк (1938 р.). Озброєння: вогнеметна установка та кулемет ДТ, випускався серійно. Випущено 401 штука.
- OT-131 — хімічний (вогнеметний) танк (1938 р.). Озброєння: вогнеметна установка та кулемет ДТ, випущена невелика партія машин.
- OT-132 — хімічний (вогнеметний) танк (1938 р.). Озброєння: вогнеметна установка та кулемет ДТ, випущена невелика партія машин.
- OT-133 — хімічний (вогнеметний) танк (1939 р.). Озброєння: вогнеметна установка і 2 кулемети ДТ, випускався серійно, випущено 269 штук.
- OT-134 — хімічний (вогнеметний) танк (1940 р.). Озброєння: 45-мм танкова гармата 20K зразка 1932/38 р., 2 кулемети ДТ і вогнеметна установка, випущений дослідний зразок.

## Фотогалерея

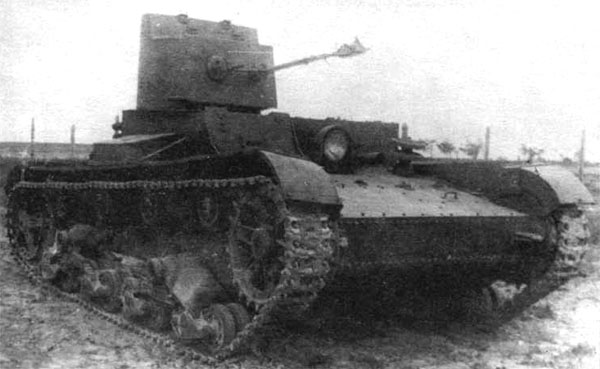
Вид спереду
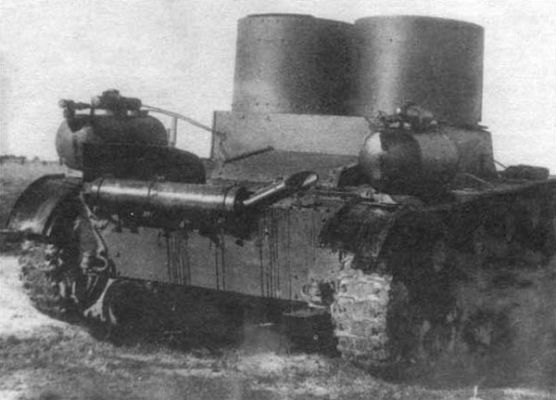
Двобаштова модифікація (вид ззаду)